# Диллон (Монтана)
Диллон (англ. Dillon, Montana) — город и окружной центр, расположенный в округе Биверхед (штат Монтана, США) с населением в 4 134 человека по статистическим данным переписи 2010 года. Крупнейший населённый пункт в округе Биверхед.

## География
По данным Бюро переписи населения США город Диллон имеет общую площадь в 4,56 квадратных километра, водных ресурсов в черте населённого пункта не имеется.
Город Диллон расположен на высоте 1 555 метров над уровнем моря.

## Демография
| Год переписи | Нас. |  | %±     |
| ------------ | ---- |  | ------ |
| 1880         | 711  |  | —      |
| 1890         | 1012 |  | 42,3%  |
| 1900         | 1530 |  | 51,2%  |
| 1910         | 1835 |  | 19,9%  |
| 1920         | 2701 |  | 47,2%  |
| 1930         | 2422 |  | −10,3% |
| 1940         | 3014 |  | 24,4%  |
| 1950         | 3268 |  | 8,4%   |
| 1960         | 3690 |  | 12,9%  |
| 1970         | 4548 |  | 23,3%  |
| 1980         | 3976 |  | −12,6% |
| 1990         | 3991 |  | 0,4%   |
| 2000         | 3752 |  | −6%    |
| 2010         | 4134 |  | 10,2%  |
| 1880–2010    |      |  |        |

По данным переписи населения 2010 года в Диллоне проживало 4 134 человека, 897 семей, насчитывалось 1 774 домашних хозяйства и 1 930 жилых домов, расположенных со средней плотностью около 423,4 единицы на один квадратный километр. Средняя плотность населения составляла около 906,9 человек на один квадратный километр. Расовый состав Диллона по данным переписи распределился следующим образом: 94,7 % белых, 0,3 % — чёрных или афроамериканцев, 1,4 % — коренных американцев, 0,5 % — азиатов, 0,6 % — выходцев с тихоокеанских островов, 1,9 % — представителей смешанных рас, 0,6 % — других народностей. Испаноговорящие составили 3,5 % от всех жителей города.
Из 1 774 домашних хозяйств в 23,0 % — воспитывали детей в возрасте до 18 лет, 38,2 % представляли собой совместно проживающие супружеские пары, в 9,1 % семей женщины проживали без мужей, в 3,3 % семей мужчины проживали без жён, 49,4 % не имели семей. 40,1 % от общего числа семей на момент переписи жили самостоятельно, при этом 15,9 % составили одинокие пожилые люди в возрасте 65 лет и старше. Средний размер домашнего хозяйства составил 2,08 человека, а средний размер семьи — 2,82 человека.
Средний возраст жителей составил 33,9 года. Население города по возрастному диапазону по данным переписи 2010 года распределилось следующим образом: 20 % — жители младше 18 лет, 19,4 % — между 18 и 24 годами, 20,3 % — от 25 до 44 лет, 23,7 % — от 45 до 64 лет и 16,7 % — в возрасте 65 лет и старше. На каждые 100 женщин в Диллоне приходилось 97,6 мужчин, при этом на каждые сто женщин 18 лет и старше приходилось 94,6 мужчин также старше 18 лет.
Средний доход на одно домашнее хозяйство в городе составил 26 389 долларов США, а средний доход на одну семью — 39 643 доллара. При этом мужчины имели средний доход в 25 625 долларов США в год против 18 906 долларов среднегодового дохода у женщин. Доход на душу населения в городе составил 16 432 доллара в год. 13,8 % от всего числа семей в округе и 18,2 % от всей численности населения находилось на момент переписи населения за чертой бедности, при этом 15,9 % из них были моложе 18 лет и 15,9 % — в возрасте 65 лет и старше.

## Климат
Климат пустынный, полузасушливый (префикс «BSk» по Классификации климатов Кёппена).
| Показатель | Янв.  | Фев. | Март | Апр. | Май  | Июнь | Июль | Авг. | Сен. | Окт. | Нояб. | Дек. | Год   |
| --- | ----- | ---- | ---- | ---- | ---- | ---- | ---- | ---- | ---- | ---- | ----- | ---- | ----- |
| Абсолютный максимум, °C | 16    | 18   | 23   | 29   | 33   | 34   | 39   | 38   | 34   | 30   | 26    | 18   | 39    |
| Средний суточный максимум, °C | 1,3   | 4,7  | 8,9  | 14,1 | 19,1 | 24   | 28,6 | 27,9 | 22,3 | 15,7 | 6,1   | 1,2  | 14,49 |
| Средняя температура, °C | −4,4  | −1,8 | 2    | 6,3  | 10,9 | 15,2 | 18,6 | 17,9 | 13,1 | 7,6  | 0,1   | −4,4 | 6,76  |
| Средний суточный минимум, °C | −10,3 | −8,4 | −5   | −1,6 | 2,7  | 6,3  | 8,6  | 7,8  | 3,8  | −0,4 | −6    | −10  | −1,04 |
| Абсолютный минимум, °C | −38   | −40  | −32  | −19  | −9   | −5   | −1   | −4   | −13  | −25  | −35   | −38  | −40   |
| Норма осадков, мм | 9,4   | 6,4  | 16,8 | 31   | 57,2 | 47,5 | 30,2 | 30   | 27,2 | 21,6 | 9,9   | 8,9  | 296,1 |
| Источник: Climate Data Online at National Climatic Data Center at National Oceanic and Atmospheric Administration & National and Local Weather Forecast, Hurricane, Radar and Report |       |      |      |      |      |      |      |      |      |      |       |      |       |